# Karl-Schmidt-Straße 47, Neue Straße 10

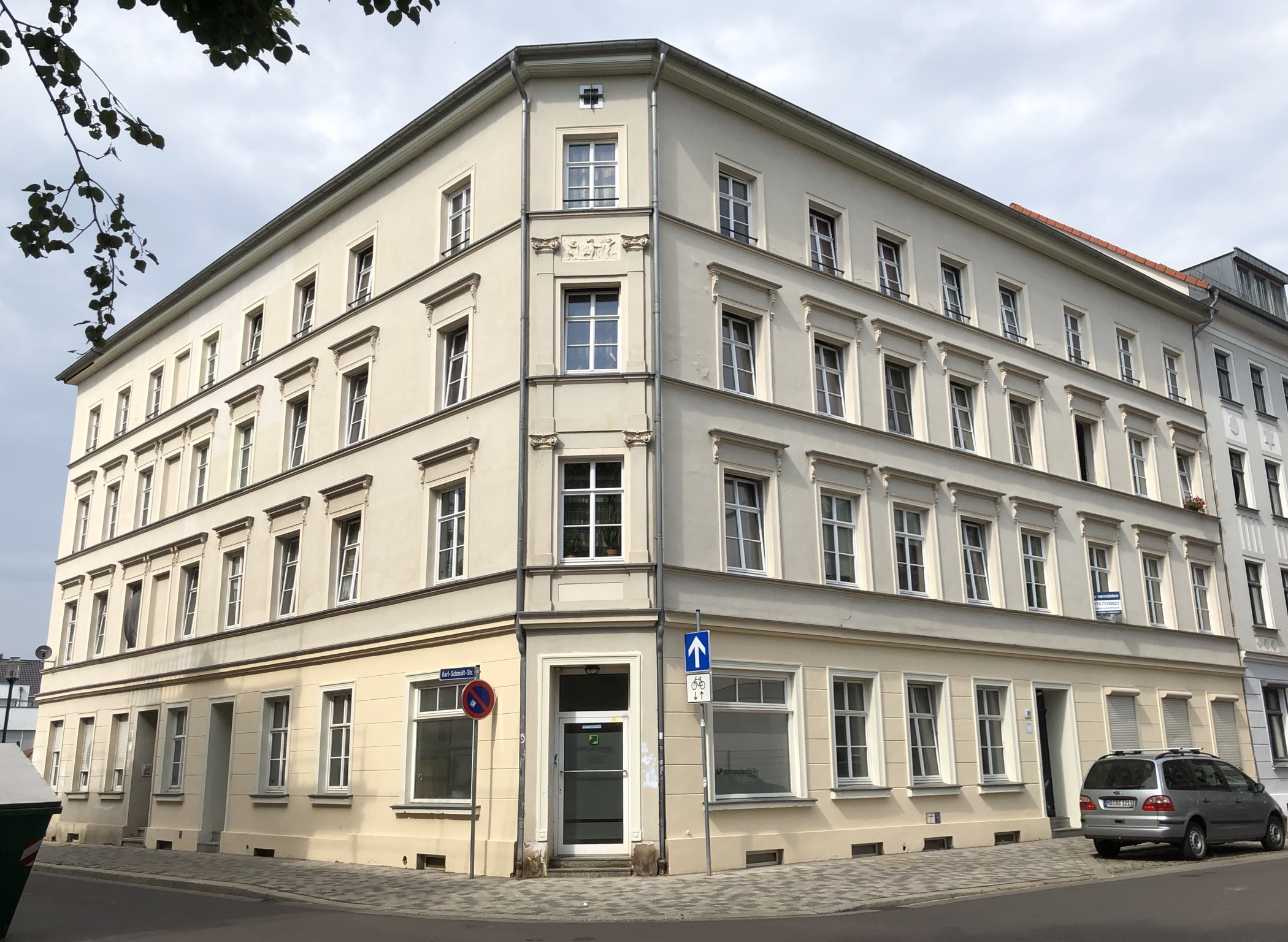
Karl-Schmidt-Straße 47, Neue Straße 10 im Jahr 2020

Karl-Schmidt-Straße 47, Neue Straße 10 ist ein denkmalgeschütztes Wohn- und Geschäftshaus in Magdeburg in Sachsen-Anhalt.

## Lage
Es steht in einer Ecklage auf der Ostseite der Karl-Schmidt-Straße nördlich der Einmündung der Neuen Straße im Magdeburger Stadtteil Buckau. Gegenüber mündet die Weststraße auf die Karl-Schmidt-Straße.

## Architektur und Geschichte
Das viergeschossige Ziegelgebäude entstand im Jahr 1872 auf einem winkelförmigen Grundriss als zweiflügeliger Bau. Es wurde vom Zimmermeister Aug. Wischeropp für den Schiffseigner C. Oswald errichtet. Die Fassade des verputzten Baus ist im Stil der Neorenaissance gestaltet. Am Erdgeschoss besteht eine Gliederung mittels flacher Putzbänder. Die insgesamt zurückhaltend eingesetzten Verzierungen sind antikisierend und gelten als typisch für die 1870er Jahre. Die Gesimse sind schmal ausgeführt. Bedeckt ist das Haus mit einem Flachdach.
Zur Ecksituation ist die Gebäudekante abgeschrägt. Es bestehen dort flache Pilaster. Oberhalb des Fensters im zweiten Obergeschoss ist ein Puttenrelief angebracht. Im Erdgeschoss ist dort ein Eingang angeordnet.
Die Adressierung lautete ursprünglich Feldstraße, bis in der Zeit der DDR eine Umbenennung in Karl-Schmidt-Straße erfolgte.
Im örtlichen Denkmalverzeichnis ist das Wohn- und Geschäftshaus unter der Erfassungsnummer 094 82615 als Baudenkmal verzeichnet. Vermutlich versehentlich wurde das Haus darüber hinaus auch unter der Adresse Neue Straße 10 als Wohnhaus mit der Erfassungsnummer 094 82616 geführt.
Das Gebäude gilt als typisch für die gründerzeitliche Bebauung des industriell geprägten Buckau.